# Caixa de cartró
Les caixes de cartró són caixes prefabricades industrialment, que s'utilitzen principalment per a l'envasat de béns i materials i també es poden reciclar. Els especialistes en la indústria poques vegades utilitzen el terme cartró perquè no denota un material específic.
El terme cartró pot referir-se a una gran varietat de materials tipus paper gruixut, incloent-hi l'estoc de targetes, el cartró corrugat, o el cartró. El significat del terme pot dependre de la configuració local, els continguts, la construcció i l'elecció personal.

## Història
El terme cartró pot referir-se a una gran varietat de materials tipus paper gruixut, incloent-hi l'estoc de targetes, el cartró corrugat, o el cartró. El significat del terme pot dependre de la configuració local, els continguts, la construcció i l'elecció personal.
el primer cartró comercial (no corrugat) és de vegades acreditat a l'empresa M. Treverton & Son a Anglaterra en 1817. L'embalatge de caixes de cartró es va fer el mateix any a Alemanya.
Robert Gair, un immigrant d'origen escocès nascut a Brooklyn, va inventar la caixa de cartró o cartró pretallat el 1890: peces planes fabricades a granel que es plegaven formant caixes. La invenció de Gair es va produir com a conseqüència d'un accident: Gair era impressor a Brooklyn i fabricant de bosses de paper durant la dècada de 1870, i un dia, mentre imprimia una ordre de bosses de llavors, un regla de metall normalment utilitzat per a reblar les bosses es va desplaçar a la posició i tallar-los. Gair va descobrir que tallant i creixent en una sola operació podia fer caixes de cartró prefabricades. Aplicar aquesta idea al quadre de cartró corrugat va ser un desenvolupament senzill quan el material es va disposar al voltant del canvi del segle xx.
L'aparició de cereals lleugers en escates va augmentar l'ús de caixes de cartró. El primer a utilitzar caixes de cartró com a cartrons de cereals va ser l'empresa Kellogg.
El paper es va patentar a Anglaterra l'any 1856 i es va utilitzar com a liner per a barrets d'alt, però el cartró ondulat no es va patentar i es va utilitzar com a material d'enviament fins al 20 de desembre de 1871. La patent va ser emesa per Albert Jones de Nova York Ciutat per a tauler ondulat d'una sola cara (sola cara). Jones va utilitzar la placa corrugada per embolicar ampolles i xemeneies de fanal de vidre. La primera màquina per produir grans quantitats de cartró corrugat va ser construïda el 1874 per G. Smyth, i en el mateix any, Oliver Long va millorar el disseny de Jones mitjançant l'inventió de cartró corrugat amb fulls de línia a banda i banda. Era cartró corrugat tal com el coneixem avui.
La primera caixa de cartró corrugada fabricada als Estats Units va ser el 1895. A principis de la dècada de 1900, les caixes i les caixes de fusta eren substituïdes per cartrons d'enviament de paper corrugat.
El 1908, el terme "cartró corrugat" es va utilitzar en el comerç amb papers.
Des de 1840, s'han utilitzat caixes de cartró per transportar la pols Bombyx mori i els seus ous del Japó a Europa pels fabricants de seda i durant més d'un segle la fabricació de caixes de cartró va ser una important indústria de la zona.